# Turismo termale
Il turismo termale è il fenomeno che usufruisce di acque sorgenti, vapori e fanghi che possiedono proprietà curative per i più disparati bisogni di qualunque tipo
L'Italia è di certo uno dei Paesi al mondo con il maggior numero di centri termali, per altro apprezzati a livello internazionale per la qualità e l'efficacia dei servizi e dei trattamenti offerti. Questo anche a causa dei fenomeni di vulcanesimo secondario che danno origine a emissione di acque, vapori e fanghi arricchiti da sostanze presenti nel sottosuolo
Le sue origini sono assai remote, si ha notizia infatti che i greci già ne avessero scoperto le proprietà curative, ma i più grandi estimatori dell'antichità furono senza dubbio i romani che ne fecero un aspetto della loro vita sociale. 
Nel XX secolo nelle più importanti stazioni termali vennero costruiti imponenti edifici in stile liberty e si crearono strutture ricreative ad alto livello.
Oggi la frequenza è di tutti i ceti sociali e corrisponde a circa il 2% dell'intero fenomeno turistico. Ulteriore impulso c'è stato da quando il Servizio Sanitario Nazionale ha incluso questi trattamenti tra le terapie rimborsate dallo stato.
Inoltre il servizio termale non è solo a scopo terapeutico ma anche per le cure di bellezza, per la ricerca della forma fisica, e per ritrovare riposo e tranquillità.